# Бут (сын Борея)
Бут (др.-греч. Βούτης «волопас») — персонаж древнегреческой мифологии. Сын Борея, сводный брат Ликурга. Стал злоумышлять против брата, но был им изгнан и захватил остров Стронгилу (позже Наксос). В Дриосе (Фессалия) спутники Бута похитили кормилицу Диониса Корониду, которая стала наложницей Бута. Она взмолилась к Дионису, тот наслал на Бута безумие. Он бросился в колодец и погиб.